# Liechtenstein i olympiska vinterspelen 1980
Liechtenstein deltog med sju deltagare vid de olympiska vinterspelen 1980 i Lake Placid. Totalt vann de två guldmedaljer och två silvermedaljer.

## Medaljer

### Guld
- Hanni Wenzel - Alpin skidåkning, Storslalom.
- Hanni Wenzel - Alpin skidåkning, Slalom.

### Silver
- Hanni Wenzel - Alpin skidåkning, Störtlopp.
- Andreas Wenzel - Alpin skidåkning, Storslalom.